# Paper Monsters
Paper Monsters (en español: Monstruos de papel) es el álbum de estudio debut en solitario de Dave Gahan, vocalista de la banda británica Depeche Mode. Fue publicado el 2 de junio de 2003 bajo Mute Records en el Reino Unido, y un día después en Estados Unidos bajo Reprise Records. El nombre del álbum proviene del proceso vivido por el cantante durante las grabaciones, en especial sus mayores temores y angustias.
Un DVD con material en vivo, Live Monsters, fue liberado el 1 de marzo de 2004 por Mute. Fue originalmente grabado el 5 de julio de 2003 en el teatro L'Olympia ubicado en París, Francia.

## Antecedentes
El vocalista de Depeche Mode estuvo en rehabilitación luego de sobrevivir múltiples situaciones adversas a mediados de la década de los 90's, incluyendo un intento de suicidio y una sobredosis por speedball. Además de sus problemas turbulentos, también tuvo que lidiar con la presión judicial estadounidense y las desgastantes sesiones de Ultra por el resto de 1996, siendo reflejado en el primer sencillo, «Barrel of a Gun».
A comienzos de 2000, luego de estar reconstituyéndose como banda, empezaron las grabaciones para su décimo álbum de estudio, Exciter. Coincidiendo con un bloqueo del escritor que lidiaba Martin Gore en la preproducción, Gahan se sentía «más creativamente vivo» para intentar crear y componer sus propias canciones. En una entrevista de 2003, Gahan reconocía que durante esas sesiones “a veces, me sentía un poco frustrado en que había una carencia de experimentación”.

## Concepto
Luego de completar The Singles Tour, el baterista Victor Indrizzo le presentó a Knox Chandler, quien había trabajado con The Psychedelic Furs y R.E.M., empezando a componer canciones juntos. Debido a la cercanía de su casa, Gahan fue al estudio casero de Chandler, ubicado en East Village. A pesar de ello, el desarrollo demoró casi cuatro años debido a sus compromisos previos, ya que Chandler era músico de gira de Siouxsie Sioux y Cyndi Lauper, mientras que Gahan aún estaba centrado en Depeche Mode. Aprovechando su cercanía, Gahan llamó a Chandler para aportar guitarras en las sesiones de Exciter. Una vez terminado el álbum y su posterior gira, el multiinstrumentalista terminó aportando en la composición de todas las canciones del álbum solista, mientras que la producción estuvo a cargo de Ken Thomas, conocido por su trabajo con la banda islándica Sigur Rós.
Varias canciones en el álbum contienen un factor autobiográfico, hablando desde sus excesos con la droga hasta las menciones a sus hijos. En cuanto a ritmos, hay un enfoque más cercano al blues rock, con algunos toques electrónicos reminiscentes de Depeche Mode. Algunos críticos mencionan la variedad, como en «Black & Blue Again», donde está el uso de steel guitar, yuxtapuestas con baladas ambient como «Hold On», «A Little Piece» y «Bitter Apple».

## Recepción

### Crítica
Paper Monsters recibió críticas generalmente positivas. En Metacritic, que asigna una calificación normalizada de 100 a las reseñas de las publicaciones principales, el álbum recibió una puntuación promedio de 67, según nueve reseñas.
En una reseña para BBC Music, Kate Lawrence llamó a Paper Monsters “un debut asegurado” con “profundidad sorprendente”. Quedó impresionada por la voz de Gahan en la pista «Hidden Houses», que llamó “deliciosamente diabólica y angelical en igual medida” y dijo que “demuestra un rango vocal raramente visto en el catálogo de Mode”. Slant Magazine se hizo eco de la crítica de Lawrence, llamando al álbum “un debut en solitario competente” con “ritmos de rock turbios y voces guturales”.
Sin embargo, Michael Idov para Pitchfork quedó menos impresionado con el álbum y escribió que su el contenido lírico personal estaba hecho para “una escucha ligeramente vergonzosa”. Idov criticó la letra de Gahan afirmando “su voz aún puede elevar la letra más tonta al nivel de un mantra catártico, una habilidad que resulta útil en ausencia de Martin Gore”. Don Kline de AllMusic, llamó a Paper Monsters “una mezcla de un pantanoso blues inyectado con rock, electrónica urbana elegante y balada atmosférica” y le otorgó tres de cinco estrellas. También afirmó que “aunque no se aleja demasiado del molde de Depeche, Gahan sí logra poner su propio sello en las canciones”.

### Comercial
En un artículo de Billboard de octubre de 2003, fue reportado a través de Nielsen SoundScan que Paper Monsters había vendido más de 39 000 copias solo en Estados Unidos. Registros globales de comienzos de 2004 mencionan que el álbum registra ventas sobre 350 000 copias.

## Lista de canciones
Todas las canciones escritas y compuestas por Dave Gahan y Knox Chandler. 
| N.º   | Título                 | Duración |  |
| 1.    | «Dirty Sticky Floors»  | 3:32     |  |
| 2.    | «Hold On»              | 4:17     |  |
| 3.    | «A Little Piece»       | 5:10     |  |
| 4.    | «Bottle Living»        | 3:31     |  |
| 5.    | «Black and Blue Again» | 5:41     |  |
| 6.    | «Stay»                 | 4:17     |  |
| 7.    | «I Need You»           | 4:45     |  |
| 8.    | «Bitter Apple»         | 5:59     |  |
| 9.    | «Hidden Houses»        | 5:01     |  |
| 10.   | «Goodbye»              | 5:54     |  |
| 48:07 |                        |          |  |

DVD limitado
1. A Short Film
2. "Dirty Sticky Floors" music video
3. Exclusive B-roll footage from the "Dirty Sticky Floors" video shoot
4. "Hold On" (exclusive New York acoustic performance)
5. "A Little Piece" (exclusive New York acoustic performance)
6. Exclusive B-roll footage from the New York acoustic performance
7. Photo gallery

## Créditos y personal
Adaptados de las notas internas del álbum.
Músicos
- Dave Gahan – Voz, teclados, Fender Rhodes, armónica, glockenspiel.
- Knox Chandler – Guitarras, dulcimer, cellos, bajos, teclados, sampler, vibráfono, programación, arreglo de cuerdas.
- Victor Indrizzo – Batería (3, 5, 9).
- Paul Garisto – Batería (4, 9, 10).
- Doug Petty – Piano (3, 6).
- Dee Lewis – Vocales de apoyo (1).
- Jane Scarpantoni – Cello.
- Antoine Silverman, Maxim Moston, Joan Wasser – Violínes (3, 5).
- David Gold – Viola (3, 5).
- Jolyon Thomas – Pandereta, tom (6).
- John Collyer – Programación.

Técnicos
- Ken Thomas – Mezcla, producción.
- Jonathan Adler – Ingeniero de grabación.
- Jack Clark – Ingeniero de mezcla.
- Mike Marsh – Masterización.

Arte
- Anton Corbijn – Dirección de arte, fotografía.
- Four5One Creative – Diseño.

## Posicionamiento en listas
| Listas (2003)                       | Mejor posición |
| ----------------------------------- | -------------- |
| Alemania (Offizielle Top 100)       | 5              |
| Austria (Ö3 Austria)                | 43             |
| Bélgica (Ultratop Flanders)         | 31             |
| Bélgica (Ultratop Wallonia)         | 9              |
| Dinamarca (Hitlisten)               | 11             |
| Escocia (Scottish Albums)           | 45             |
| Estados Unidos (Billboard 200)      | 127            |
| Estados Unidos (Heatseekers Albums) | 4              |
| Unión Europea (Top 100 Albums)      | 10             |
| Finlandia (Suomen virallinen lista) | 26             |
| Francia (SNEP)                      | 21             |
| Grecia (IFPI Greece)                | 15             |
| Hungría (MAHASZ)                    | 9              |
| Italia (FIMI)                       | 10             |
| Polonia (ZPAV)                      | 23             |
| Reino Unido (UK Albums)             | 36             |
| República Checa (ČNS IFPI)          | 2              |
| Suecia (Sverigetopplistan)          | 5              |
| Suiza (Schweizer Hitparade)         | 10             |

| Listas (2003)                 | Posición |
| ----------------------------- | -------- |
| Alemania (Offizielle Top 100) | 73       |

## Certificaciones
| País (Certificador) | Certificación | Ventas certificadas |
| --- | ------------- | ------------------- |
| Alemania (BVMI) | Oro           | 100 000             |
| Rusia (NFPP) | Oro           | 10 000*             |
| ^cifras de envíos basadas únicamente en la certificación xcifras no especificadas basadas únicamente en la certificación |               |                     |